# خوسيه نيتو (لاعب كرة قدم)
خوسيه نيتو هو لاعب كرة قدم برتغالي، ولد في 5 أكتوبر 1935 في مونتيجو في البرتغال، وتوفي في 6 يوليو 1987 في لشبونة في البرتغال. لعب مع سبورتينغ براغا ونادي بنفيكا.

## وصلات خارجية
- خوسيه نيتو على موقع الاتحاد الأوربي (الإنجليزية)
- خوسيه نيتو على موقع قاعدة بيانات كرة القدم.إي يو (الإنجليزية)
- خوسيه نيتو على موقع عالم كرة القدم.نت (الإنجليزية)